# U18-Världsmästerskapet i ishockey för herrar
U18-VM i ishockey, anordnas årligen av IIHF och är en turnering öppen för spelare under 18 år, U18, i ishockey. Turneringen spelas vanligtvis i slutet av april. Spelordningen påminner om den som används i VM och i junior-VM. Eftersom många juniorserier i Nordamerika spelar slutspel under samma period som U18-VM spelas, arrangeras även en annan turnering, Ivan Hlinkas minnesturnering, i augusti. Den arrangeras inte i IIHF:s regi.

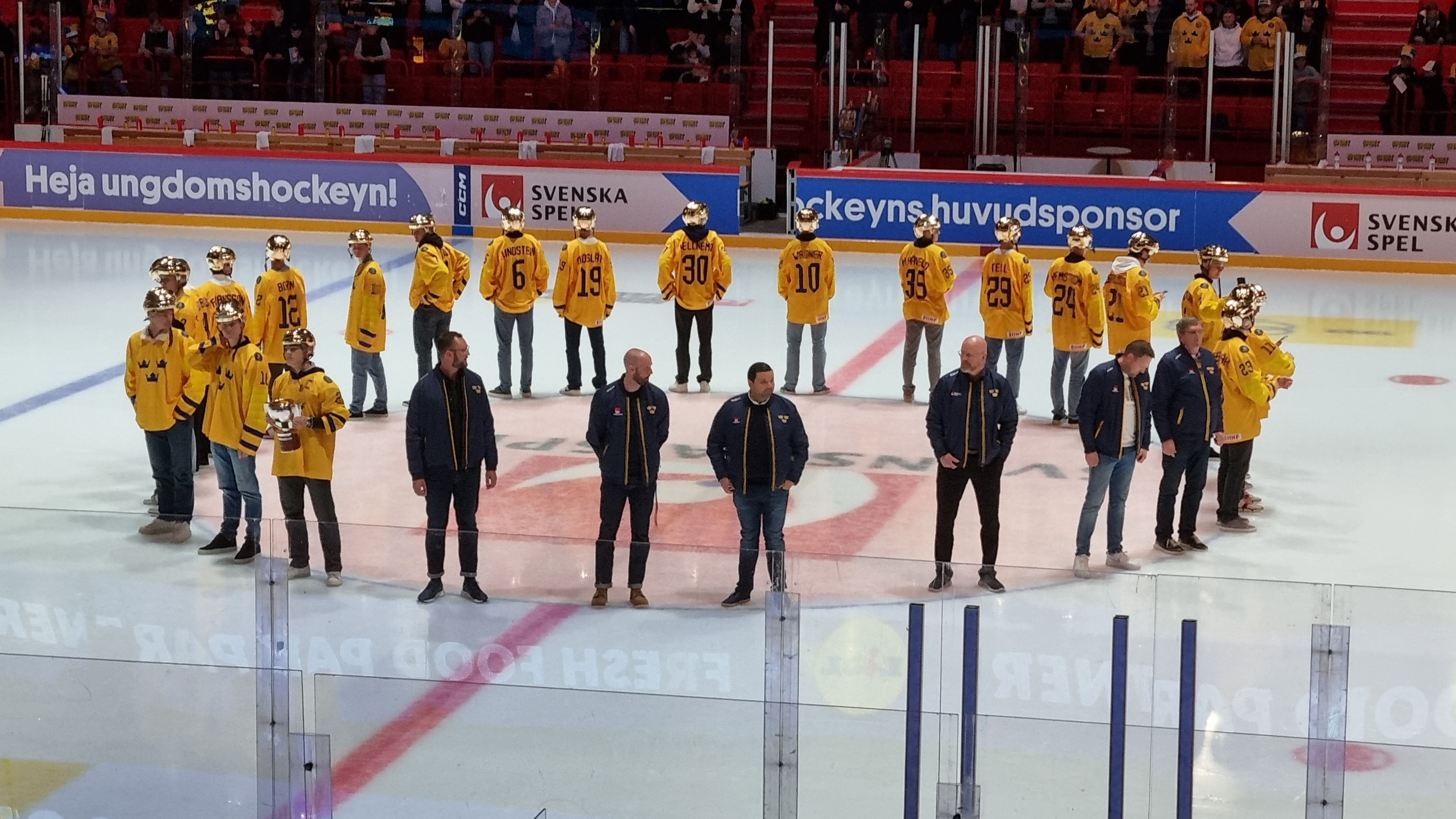
Sveriges U18 landslag världsmästare 2022 i Avicii Arena under Beijer Hockey Games.

## Medaljörer[1]
| År   | Guld       | Silver       | Brons       | Spelplats                      |
| ---- | ---------- | ------------ | ----------- | ------------------------------ |
| 1999 | Finland    | Sverige      | Slovakien   | Füssen / Kaufbeuren            |
| 2000 | Finland    | Ryssland     | Sverige     | Kloten / Weinfelden            |
| 2001 | Ryssland   | Schweiz      | Finland     | Heinola / Helsingfors / Lahtis |
| 2002 | USA        | Ryssland     | Tjeckien    | Piešťany / Trnava              |
| 2003 | Kanada     | Slovakien    | Ryssland    | Jaroslavl                      |
| 2004 | Ryssland   | USA          | Tjeckien    | Minsk                          |
| 2005 | USA        | Kanada       | Sverige     | České Budějovice / Plzeň       |
| 2006 | USA        | Finland      | Tjeckien    | Ängelholm / Halmstad           |
| 2007 | Ryssland   | USA          | Sverige     | Tammerfors / Raumo             |
| 2008 | Kanada     | Ryssland     | USA         | Kazan                          |
| 2009 | USA        | Ryssland     | Finland     | Fargo / Moorhead               |
| 2010 | USA        | Sverige      | Finland     | Minsk / Babrujsk               |
| 2011 | USA        | Sverige      | Ryssland    | Chrimmitschau / Dresden        |
| 2012 | USA        | Sverige      | Kanada      | Brno / Znojmo                  |
| 2013 | Kanada     | USA          | Finland     | Sotji                          |
| 2014 | USA        | Tjeckien     | Kanada      | Villmanstrand / Imatra         |
| 2015 | USA        | Finland      | Kanada      | Zug / Luzern                   |
| 2016 | Finland    | Sverige      | USA         | Grand Forks                    |
| 2017 | USA        | Finland      | Ryssland    | Poprad / Spišská Nová Ves      |
| 2018 | Finland    | USA          | Sverige     | Tjeljabinsk / Magnitogorsk     |
| 2019 | Sverige    | Ryssland     | USA         | Örnsköldsvik / Umeå            |
| 2020 | Inställt   | Inställt     | Inställt    | Plymouth / Ann Arbor           |
| 2021 | Kanada U18 | Ryssland U18 | Sverige U18 | Frisco / Plano                 |
| 2022 | Sverige    | USA          | Finland     | Landshut / Kaufbeuren          |
| 2023 | USA        | Sverige      | Kanada      | Basel / Porrentruy             |
| 2024 | Kanada     | USA          | Sverige     | Esbo / Vanda                   |
| 2025 | Kanada     | Sverige      | USA         | Frisco / Allen                 |

### Medaljligan
Sorterad på guldmedaljer
|   | Lag           | Guld | Silver | Brons | Medaljer |
| - | ------------- | ---- | ------ | ----- | -------- |
| 1 | USA U18       | 11   | 6      | 4     | 21       |
| 2 | Kanada U18    | 6    | 1      | 4     | 11       |
| 3 | Finland U18   | 4    | 3      | 5     | 12       |
| 4 | Ryssland U18  | 3    | 6      | 3     | 12       |
| 5 | Sverige U18   | 2    | 7      | 6     | 15       |
| 6 | Tjeckien U18  | 0    | 1      | 3     | 4        |
| 7 | Slovakien U18 | 0    | 1      | 1     | 2        |
| 8 | Schweiz U18   | 0    | 1      | 0     | 1        |